# New Hampshire Thunder Loons
I New Hampshire Thunder Loons sono stati una franchigia di pallacanestro della USBL, con sede a Manchester, nel New Hampshire, attivi tra il 1996 e il 1999.
Disputarono quattro campionati, terminando sempre con record inferiori al 50%. Si sciolsero alla fine del campionato 1999.

## Stagioni
| Stagione | Lega | Denominazione               | V  | P  | %    | Piazzamento | Play-off    |
| -------- | ---- | --------------------------- | -- | -- | ---- | ----------- | ----------- |
| 1996     | USBL | New Hampshire Thunder Loons | 7  | 19 | 26,9 | 5º          | -           |
| 1997     | USBL | New Hampshire Thunder Loons | 10 | 16 | 38,5 | 6º          | -           |
| 1998     | USBL | New Hampshire Thunder Loons | 5  | 21 | 19,2 | 4º          | Primo turno |
| 1999     | USBL | New Hampshire Thunder Loons | 8  | 19 | 29,6 | 4º          | -           |